# 3-й космічний оперативний дивізіон

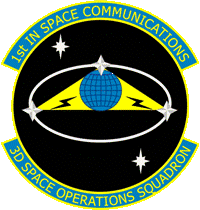

3-й космічний оперативний дивізіон Повітряних сил США — оперативна супутникова служба розташована на Базі Повітряних сил США імені Шрівера в Колорадо.

## Місія
Місія дивізіону полягає в забезпеченні надійного космічного зв'язку між Президентом США, Міністром оборони США, Військовими силами США та союзників. Це досягається управлінням запуском й проведенням орбітальних робіт для супутників Військової системи супутникового зв'язку Міністерства оборони США Третього етапу та Глобальної широкосмугової системи супутникового зв'язку. Ці супутники забезпечують безпечний високошвидкісний обмін даними між Президентом США, Міністром оборони США, командувачам театрами військових дій та тактичними й стратегічними силами по всьому світі.